# 24 Horas de Le Mans de 1924
As 24 Horas de Le Mans de 1924 foi o 2º grande prêmio automobilístico das 24 Horas de Le Mans, tendo acontecido nos dias 14 e 15 de junho 1924 em Le Mans, França no autódromo francês, Circuit de la Sarthe.

## Resultados Finais

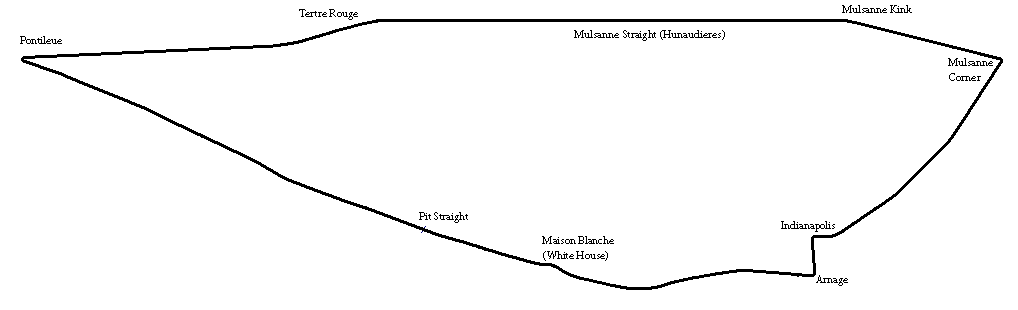
Le Mans 1924

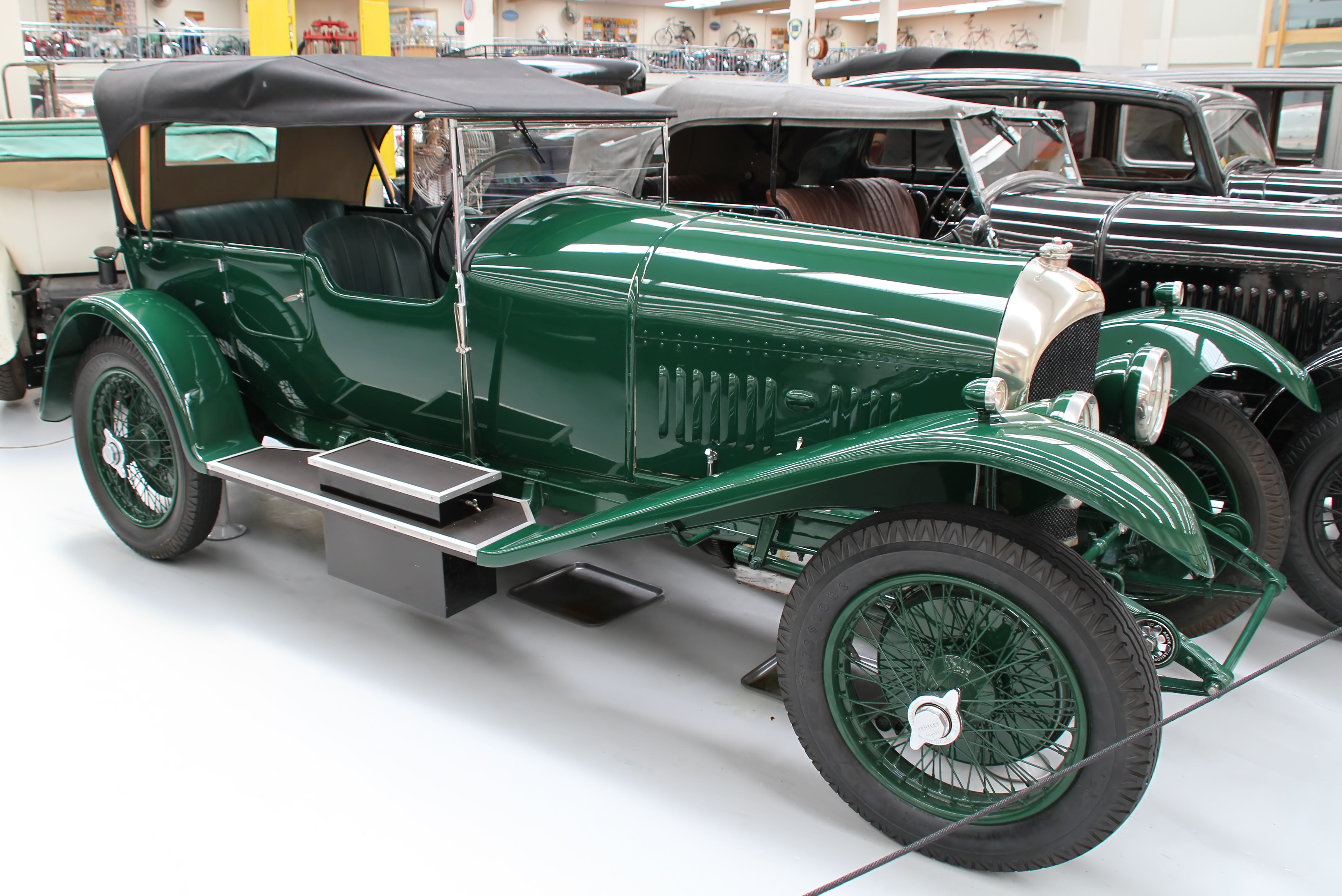
Modelo Bentley 3 Litre Sport da 1° vitória da fabricante inglesa de veículos Bentley.

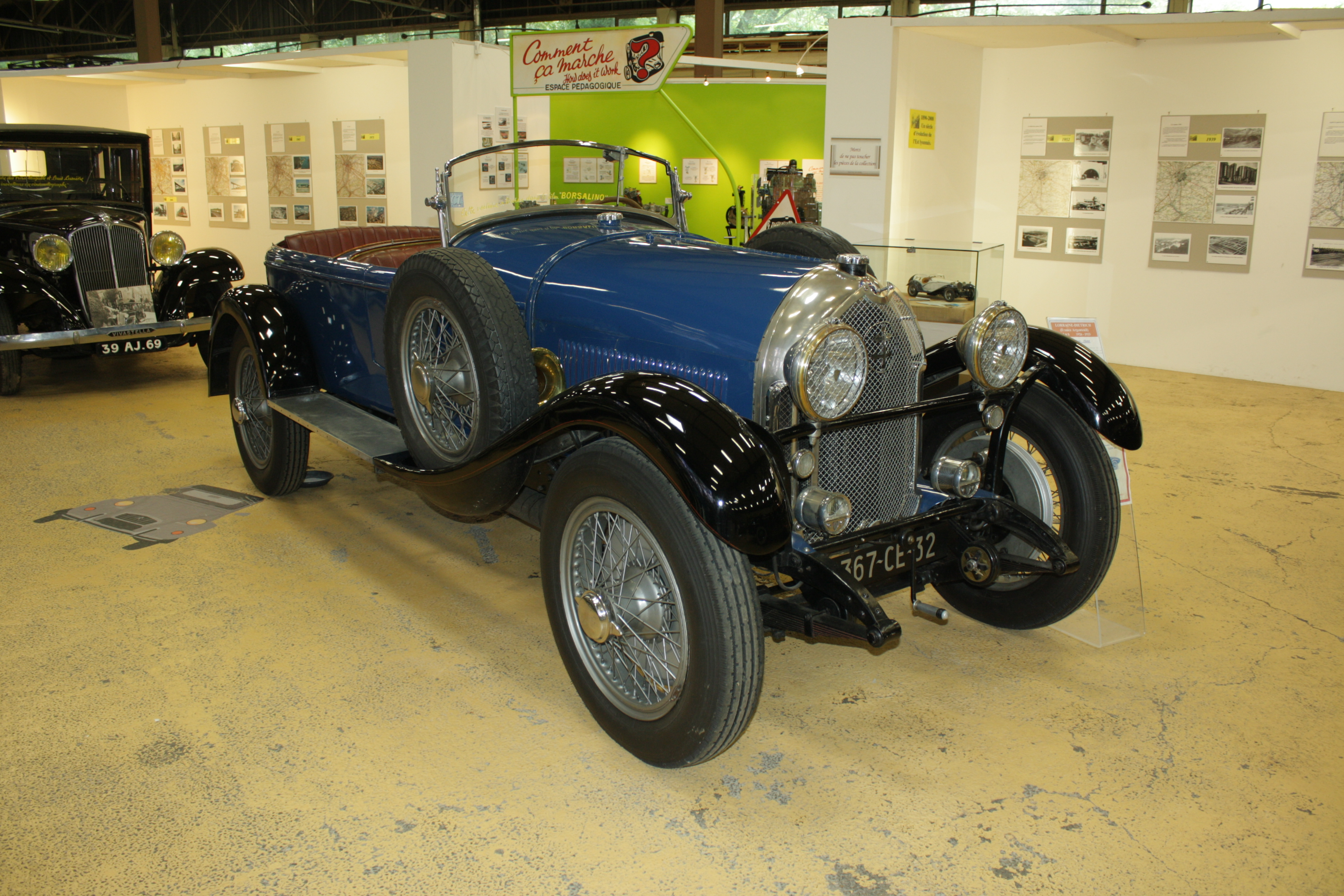
Lorraine-Dietrich B3-6

| Pos    | Class | Nº | Equipe                                                        | Pilotos                                | Chassis                         | Motor                      | Voltas |
| ------ | ----- | -- | ------------------------------------------------------------- | -------------------------------------- | ------------------------------- | -------------------------- | ------ |
| 1      | 3.0   | 8  | Duff & Aldington                                              | Capt. John F. Duff Frank Clement       | Bentley 3 Litre Sport           | Bentley 3.0L I4            | 120    |
| 2      | 5.0   | 6  | Equipe sem nome                                               | Henri Stoffel Éduoard Brisson          | Lorraine-Dietrich B3-6          | Lorraine-Dietrich 3.5L I6  | 119    |
| 3      | 5.0   | 5  | 'Equipe sem nome                                              | Gérard de Courcelles André Rossignol   | Lorraine-Dietrich B3-6          | Lorraine-Dietrich 3.5L I6  | 119    |
| 4      | 2.0   | 31 | Equipe sem nome                                               | André Pisard "Chavée"                  | Chenard et Walcker              | Chenard et Walcker 2.0L I4 | 111    |
| 5      | 2.0   | 30 | Equipe sem nome                                               | Christian Dauvergne Manso de Zuñiga    | Chenard et Walcker              | Chenard et Walcker 2.0L I4 | 108    |
| 6      | 2.0   | 17 | Equipe sem nome                                               | Gaston Delalande Georges Guignard      | Rolland-Pilain C23              | Rolland-Pilain 2.0L I4     | 106    |
| 7      | 3.0   | 15 | Equipe sem nome                                               | Eugéne Verpault Marcel Delabarre       | Brasier TB4                     | Brasier 2.1L I4            | 106    |
| 8      | 3.0   | 16 | Equipe sem nome                                               | "Migeot" Léopold Jougoet               | Brasier TB4                     | Brasier 2.1L I4            | 104    |
| 9      | 2.0   | 19 | Equipe sem nome                                               | Louis Sire Louis Tremel                | Rolland-Pilain C23              | Rolland-Pilain 2.0L I4     | 104    |
| 10     | 2.0   | 28 | Equipe sem nome                                               | Raymond de Tornaco Francis Barthelemy  | Bignan                          | Bignan 2.0L I4             | 102    |
| 11     | 1.1   | 51 | Equipe sem nome                                               | Fernand Gabriel Henri Lapierre         | Ariés 8-10 CV                   | Ariés 1.1L I4              | 91     |
| 12     | 1.1   | 46 | Société des Automobiles a Refroidissements par Air (S.A.R.A.) | André Marandet Louis Francois          | S.A.R.A.                        | S.A.R.A. 1.1L I4           | 89     |
| 13     | 1.1   | 50 | Equipe sem nome                                               | Louis Rigal Roger Delano               | Ariés 8-10 CV                   | Ariés 1.1L I4              | 89     |
| 14     | 1.1   | 52 | Equipe sem nome                                               | Maurice Boutmy Jérôme Marcandanti      | Amilcar CV                      | Amilcar 1.0L I4            | 87     |
| 15 NC  | 1.5   | 38 | Equipe sem nome                                               | Pierre Bacqueyrisses Georges Delaroche | Chenard et Walcker              | Chenard et Walcker 1.5L I4 | ?      |
| 16 NC  | 1.5   | 40 | Equipe sem nome                                               | Raoul Roret Bruno Calise               | Alba                            | Alba 1.5L I4               | ?      |
| 17 DNF | 5.0   | 4  | Equipe sem nome                                               | Robert Bloch "Stalter"                 | Lorraine-Dietrich B3-6          | Lorraine-Dietrich 3.5L I6  | 112    |
| 18 DNF | 2.0   | 29 | Equipe sem nome                                               | René Marie Henri Springuel             | Bignan                          | Bignan 2.0L I4             | 88     |
| 19 DNF | 1.5   | 37 | Equipe sem nome                                               | Raymond Glaszmann Robert Sénéchal      | Chenard et Walcker              | Chenard et Walcker 1.5L I4 | 83     |
| 20 DNF | 1.1   | 45 | Société des Automobiles a Refroidissements par Air (S.A.R.A.) | Lucien Erb Léon Fabert                 | S.A.R.A. ATS                    | S.A.R.A. 1.1L I4           | 82     |
| 21 DNF | 1.1   | 47 | Société des Automobiles a Refroidissements par Air (S.A.R.A.) | Jules de Ségovia "Alcain"              | S.A.R.A. ATS                    | S.A.R.A. 1.1L I4           | 80     |
| 22 DNF | 3.0   | 7  | Equipe sem nome                                               | Charles Flohot Robert Laly             | Ariés 3-Litre                   | Ariés 3.0L I4              | 64     |
| 23 DNF | 2.0   | 20 | Equipe sem nome                                               | Gérard Marinie Antoine Dubreil         | Rolland-Pilain C23              | Rolland-Pilain 2.0L I4     | 60     |
| 24 DNF | 2.0   | 32 | Equipe sem nome                                               | Louis Henry Jean Vaurez                | G.R.P.                          | G.R.P. 1.7L I4             | 59     |
| 25 DNF | 1.5   | 43 | Equipe sem nome                                               | Charles Drouin Louis Balart            | Corre La Licorne                | Corre 1.5L I4              | 58     |
| 26 DNF | 2.0   | 27 | Equipe sem nome                                               | Jean Dourianou Pierre Malleveau        | Georges Irat 4A/3               | Georges Irat 2.0L I4       | 42     |
| 27 DNF | 2.0   | 23 | Equipe sem nome                                               | Charles Montier Albert Ouriou          | Montier Spéciale (Ford Model T) | Montier 2.0L I4            | 40     |
| 28 DNF | 5.0   | 3  | Equipe sem nome                                               | André Lagache René Léonard             | Chenard et Walcker              | Chenard et Walcker 3.9L I8 | 26     |
| 29 DNF | 1.1   | 49 | Equipe sem nome                                               | Charles Follot Fernand Casellini       | Majola                          | Majola 1.1L I4             | 22     |
| 30 DNF | 2.0   | 18 | Equipe sem nome                                               | Jean de Marguenat René Gaudin          | Rolland-Pilain C23              | Rolland-Pilain 2.0L I4     | 18     |
| 31 DNF | 1.1   | 48 | Equipe sem nome                                               | André Morel Marius Mestivier           | Amilcar CGS                     | Amilcar 1.1L I4            | 13     |
| 32 DNF | 1.5   | 33 | Equipe sem nome                                               | Louis Chenard E. Chenard               | Louis Chenard                   | Louis Chenard 1.5L I4      | 13     |
| 33 DNF | 2.0   | 25 | Equipe sem nome                                               | Marcel Mongin Roland Coty              | Oméga Six                       | Oméga 2.0L I6              | 11     |
| 34 DNF | 3.0   | 11 | Equipe sem nome                                               | Jérôme Le Dure Jean Matthys            | Bignan                          | Bignan 3.0L I6             | 10     |
| 35 DNF | 2.0   | 24 | Equipe sem nome                                               | Jacques Margueritte Louis Bonne        | Oméga Six                       | Oméga 2.0L I6              | 9      |
| 36 DNF | 3.0   | 10 | Equipe sem nome                                               | Jean Martin Philippe de Marne          | Bignan                          | Bignan 3.0L I6             | 8      |
| 37 DNF | 3.0   | 9  | Equipe sem nome                                               | Raoul Bachmann Fernand Bachmann        | Chenard et Walcker Sport        | Chenard et Walcker 3.0L I4 | 6      |
| 38 DNF | 1.5   | 44 | Equipe sem nome                                               | Joseph Paul Fernand Vallon             | Corre La Licorne                | Corre 1.5L I4              | 5      |
| 39 DNF | 1.5   | 42 | Equipe sem nome                                               | Albert Colomb W. Lestienne             | Corre La Licorne                | Corre 1.5L I4              | 3      |

Legenda :DNQ = Não largou - DNF = Abandono - NC = Não classificado - DSQ= Desqualificado